# Curriculum (film)
Pour les articles homonymes, voir Curriculum.
Curriculum est un court métrage français réalisé par Alexandre Moix en 2007.

## Synopsis
Bernard, 45 ans, chômeur de longue durée, vit dans un pavillon minable d’une banlieue quelconque avec une femme qui s’ennuie et une fille adolescente rebelle. Il gratte un ticket de Curriculum et gagne le droit de participer à un jeu télévisé, animé par le sadique Guy Michel, où deux chômeurs s’affrontent en direct pour gagner un job sordide à durée déterminée.
C’est sa dernière chance de sauver son mariage et sa vie.

## Fiche technique
Source IMDb
- Réalisation et scénario : Alexandre Moix
- Production : Songes
- Image : Pol Gachon
- Montage : Stéphane Baudry
- Son : Cédric Babin
- Musique : Nicolas Errèra
- Durée : 19 minutes

## Distribution
Source IMDb
- Lola Dewaere : la costumière Lola
- Bruno Lochet : Bernard Vatère
- Daniel Prévost : Guy Michel
- Yamin Dib : Yamin
- Paulette Dubost : Ginette
- Bernard Montiel : Guy Michel 2
- Lison Riess : Stéphanie Vatère
- Philippe Dana : la voix off
- Xavier Aubert : l'assistant
- Julie Picq-Dubost : la fille